# Jerry Scheff
Jerry Obern Scheff (n. 31 de enero de 1941) es un bajista norteamericano conocido por sus trabajos para Elvis Presley en la década de los 70 como miembro de la TCB Band, además de sus colaboraciones con Bob Dylan, The Doors, The Everly Brothers, Johnny Rivers o Nancy Sinatra entre muchos otros.

## Biografía
Jerry Scheff, nacido en Denver (Colorado) comenzó a tocar el bajo con apenas 15 años en clubs de Jazz en la zona de la Bahía de San Francisco (California), ciudad en la que creció. Tras servir tres años en la Marina de los Estados Unidos se afincó en Los Ángeles donde debutó como bajista en el Sands Night Club. Sin embargo, la gran demanda de músicos de sesión que existía en Los Ángeles a principios de los 60 animó a Scheff a dejar los escenarios y buscar trabajo como bajista de sesión. Hizo su debut en 1966 junto al grupo vocal The Association con su exitoso sencillo “Along Comes Mary”. A partir de aquí la demanda por los servicios de Scheff aumentó considerablemente. Durante los siguientes años participó en grabaciones junto a Bobby Sherman, Johnny Mathis, Johnny Rivers, Neil Diamond, Nancy Sinatra, Pat Boone, Sammy Davis Jr., Bobby Vinton, The Everly Brothers y Nitty Gritty Dirt Band. En 1971 participa como bajista en la grabación del álbum L.A. Woman, el último de The Doors antes de la muerte de Jim Morrison. En 1973 Scheff participó en la grabación de The Golden Scarab, el álbum debut de Ray Manzarek y en el álbum de Dylan (1973) de Bob Dylan.
En julio de 1969, Scheff vuelve a los escenarios para unirse a la TCB Band, la banda de Elvis Presley, con quien gira desde agosto de 1969 a junio de 1973 y desde abril de 1975 hasta el último concierto de Elvis, el 26 de junio de 1977 en el Market Square Arena de Indianapolis. 
Junto a Elvis participa en la grabación de los álbumes Aloha from Hawaii, Back In Memphis, That's the Way It Is, Elvis As Recorded At Madison Square Garden, el documental de 1972 Elvis On Tour y Moody Blue entre otros.
Durante los años 80 y 90, Scheff continuó trabajando con Bob Dylan, Willy DeVille, John Denver, Elvis Costello, Sam Phillips, Richard Thompson, Suzanne Vega, Vonda Shepard y Roy Orbison entre muchos otros. En 1987 participa en el concierto Roy Orbison and Friends, A Black and White Night. 
Scheff tiene dos hijos, Jason y Darin Scheff. Jason es el bajista de la banda Chicago desde 1985. Escribió la canción “Bigger Than Elvis” como tributo a su padre. En 2010 Jerry Scheff se trasladó a vivir con su mujer Natalie a una tranquila localidad del norte de Inglaterra.
En 2012 escribió su autobiografía, titulada Way Down:Playing Bass with Elvis, Dylan, the Doors, an More: The Autobiography of Jerry Scheff.

## Discografía
- 2000	Sing Australia (In Concert)	(John Denver)
- 1999	A Hundred Lies	(Malcolm Holcombe)
- 1999	Christmas	(John Denver)
- 1999	Slim Slo Slider/Home Grown	(Johnny Rivers)
- 1998	Like a Hurricane	(Chris Hillman)
- 1998	North American Long Weekend	(Tom Freund)
- 1998	Slide	(Lisa Germano)
- 1998	Somewhere in the Middle	(Eric Martin)
- 1997	Lay Me Down	(Nancy Bryan)
- 1996	Braver Newer World	(Jimmie Dale Gilmore)
- 1996	Omnipop (It's Only a Flesh Wound Lambchop)	(Sam Phillips)
- 1996	XXI	(Dwight Twilley)
- 1996	you? me? us?	(Richard Thompson)
- 1995	Earth Songs	(John Denver)
- 1995	Kojak Variety	(Elvis Costello)
- 1995	Ron Sexsmith	(Ron Sexsmith)
- 1995	Solo Collection	(Glenn Frey)
- 1995	Sweetwater	(Elvis Costello)
- 1995	Torn Again	(Peter Case)
- 1995	Tower of Song: The Songs of Leonard Cohen
- 1994	Beat the Retreat: Songs by Richard Thompson
- 1994	Bringing on the Weather	(Jackopierce)
- 1994	Dart to the Heart	(Bruce Cockburn)
- 1994	Greatest Hits [Curb]	(Tommy Roe)
- 1994	Martinis & Bikinis	(Sam Phillips)
- 1994	Mirror Blue	(Richard Thompson)
- 1993	Take a Step over	(Dan Crary)
- 1993	Through the Looking Glass	(Eliza Gilkyson)
- 1993	Watching the Dark 	(Richard Thompson)
- 1992	99.9 F°	(Suzanne Vega)
- 1992	Strange Weather	(Glenn Frey)
- 1992	The Radical Light	(Vonda Shepard)
- 1991	Arkansas Traveler	(Michelle Shocked)
- 1991	Cruel Inventions	(Sam Phillips)
- 1991	Deadicated: A Tribute to the Grateful Dead (Varios artistas)
- 1991	Listen to the Band	(The Monkees)
- 1991	Mighty Like a Rose	(Elvis Costello)
- 1991	Rumor and Sigh		(Richard Thompson)
- 1990	Christmas Like a Lullaby	(John Denver)
- 1990	Flower That Shattered the Stone	(John Denver)
- 1989	A Black and White Night Live	(Roy Orbison)
- 1989	Maria McKee	(Maria McKee)
- 1989	Mystery Girl	(Roy Orbison)
- 1989	Spike	(Elvis Costello)
- 1988	Amnesia	(Richard Thompson)
- 1988	Gagged But Not Bound	(Albert Lee)
- 1988	Pat McLaughlin	(Pat McLaughlin)
- 1988	The Indescribable Wow	(Sam Phillips)
- 1988	Twice the Love	(George Benson)
- 1987	Delgado Brothers	(The Delgado Brothers)
- 1987	Out of Our Idiot	(Elvis Costello)
- 1987	Stand Up	(The Del Fuegos)
- 1987	The High Lonesome Sound	(Tim Scott)
- 1987	The Talking Animals	(T-Bone Burnett)
- 1987	The Turning	(Sam Phillips)
- 1986	Crowded House	(Crowded House)
- 1986	Daring Adventures (Richard Thompson)
- 1986	King of America	(Elvis Costello)
- 1986	One World	(John Denver)
- 1986	Peter Case	(Peter Case)
- 1986	T Bone Burnett	(T-Bone Burnett)
- 1986	Wild Dogs	(Dwight Twilley)
- 1985	Dreamland Express	(John Denver)
- 1985	Southern Pacific	(Southern Pacific)
- 1984	Desert Rose	(Chris Hillman)
- 1983	It's About Time	(John Denver)
- 1983	Johnny 99	(Johnny Cash)
- 1982	Seasons of the Heart	(John Denver)
- 1980	Le Chat Bleu (Willy DeVille)
- 1978	Demis Roussos	(Demis Roussos)
- 1978	Ever Call Ready	(Chris Hillman)
- 1978	Oh! Brother	(Larry Gatlin & the Gatlin Brothers Band)
- 1978	Randy Richards	(Randy Richards)
- 1978	Street Legal	(Bob Dylan)
- 1978	T.N.T.	(Tanya Tucker)
- 1978	Well Kept Secret	(Juice Newton)
- 1977	Broken Blossom	(Bette Midler)
- 1977	Road Songs	(Hoyt Axton)
- 1977	Spirit of a Woman	(American Flyer)
- 1977	The Other Side	(Tufano & Giammarese Band)
- 1976	Fearless	(Hoyt Axton)
- 1976	Photograph	(Melanie)
- 1975	A Cowboy Afraid of Horses	(Lobo)
- 1975	Ain't It Good to Have It All	(Jim & Ginger)
- 1975	Paxton Brothers	(Paxton Brothers)
- 1975	Valdy	(Valdy)
- 1974	The Golden Scarab	(Ray Manzarek)
- 1973	Aloha from Hawaii Via Satellite	(Elvis Presley)
- 1973	Buckingham Nicks	(Buckingham Nicks)
- 1973	Dylan (1973)	(Bob Dylan)
- 1973	Great Scott	(Tom Scott)
- 1973	Letters to My Head	(Mike Deasy)
- 1973	Lookin' for a Smile	(Gladstone)
- 1972	As Recorded at Madison Square Garden	(Elvis Presley)
- 1972	Benny	(Benny Hester)
- 1972	Equinox Express Elevator	(Howard Roberts)
- 1972	Gladstone	(Gladstone)
- 1972	Through the Eyes of a Horn	(Jim Horn)
- 1972	Weird Scenes Inside The Gold Mine	(The Doors)
- 1971	America's Sweetheart	(Sandy Szigeti)
- 1971	Helen Reddy [Capitol]	(Helen Reddy)
- 1971	Home Grown	(Johnny Rivers)
- 1971	L.A. Woman	(The Doors)
- 1971	Minnows	(Marc Benno)
- 1971	Other Voices	(The Doors)
- 1971	Runt: The Ballad of Todd Rundgren	(Todd Rundgren)
- 1971	Sunstorm	(John Stewart)
- 1970	Ananda Shankar	(Ananda Shankar)
- 1970	Elvis in Person at the International Hotel, Las Vegas, Nevada	(Elvis Presley)
- 1970	Marc Benno	(Marc Benno)
- 1970	On Stage	(Elvis Presley)
- 1970	Slim Slo Slider	(Johnny Rivers)
- 1970	That's the Way It Is	(Elvis Presley)
- 1970	To Bonnie from Delaney	(Delaney & Bonnie)
- 1969	Mother Hen	(Mother Hen)
- 1969	Goodnight Everybody	(Mary McCaslin)
- 1969	Inner Dialogue	(Inner Dialogue)
- 1969	Nancy	(Nancy Sinatra)
- 1969	Running Down the Road	(Arlo Guthrie)
- 1969	The Moonstone	(Tommy Flanders)
- 1968	Head	(The Monkees)
- 1968	Sounds of Goodbye	(Gosdin Brothers)
- 1968	The Holy Mackerel	(The Holy Mackerel)
- 1967	Friar Tuck & His Psychedelic Guitar	(Friar Tuck and His Psychedelic Guitar)
- 1967	Here's to You	(Hamilton Camp)
- 1967	It's Now Winters Day	(Tommy Roe)
- 1967	Phantasy	(Tommy Roe)
- 1965	On Fire	(Barney Kessel)
- 1964	The Daily Trip	Your Gang
- 1964	The New Mustang & Other Hot Rod Hits	(Road Runners)